# Manzanar
Manzanar là trại giam giữ nổi tiếng nhất trong 10 trại giam giữ hơn 10.000 người Mỹ gốc Nhật trong Thế chiến II. Khu trại nằm ở chân của núi Sierra Nevada ở thung lũng Owens của California, giữa thị trấn Lone Pine về phía nam và ở Independence về phía bắc, cách Los Angeles 230 dặm về phía đông bắc. Manzanar (có nghĩa là "vườn táo" trong tiếng Tây Ban Nha) được Cục vườn quốc gia Hoa Kỳ xác định là nơi được gìn giữ tốt nhất trong các trại tập trung cũng và đã được xếp vào danh sách địa điểm lịch sử quốc gia Manzanar.
Trước một thời gian dài trước khi những người tù nhân đầu tiên đầu tiên đến đây vào tháng 3 năm 1942, Manzanar là nơi sinh sống của thổ dân châu Mỹ, những người sống phần lớn ở các làng gần nhiều con rạch trong khu vực. Những người kiểm lâm và những người khai quặng đã chính thức thành lập thị trấn Manzanar vào năm 1910, nhưng đã bỏ hoang thị trấn này năm 1929 sau khi Thành phố Los Angeles mua quyền khai thác nước trong cả khu vực này.
Trại giam chưa được hoàn thành khi chiến tranh nổ ra. Vì thế người Mỹ gốc Nhật phải sống trong chuồng ngựa, ăn thức ăn thối rữa, đông lạnh và đồ đóng can thừa của các lính Mỹ. Họ bị coi là kẻ thù ngoài bang (kể cả họ là công dân Mỹ) và bị giam giữ trong trại dưới sự quản ý của chính phủ Mỹ. Ngoài ra, họ còn bị bắt đeo thẻ số lên áo khoác để phân biệt tù nhân trong trại